# Писание гласит…
«Писание гласит…» (другой перевод — «Ибо сказано…»; нем. Es steht geschrieben...) — пьеса швейцарского прозаика и драматурга Фридриха Дюрренматта, обозначенная автором как комедия. Написана в 1947 году.

## История создания

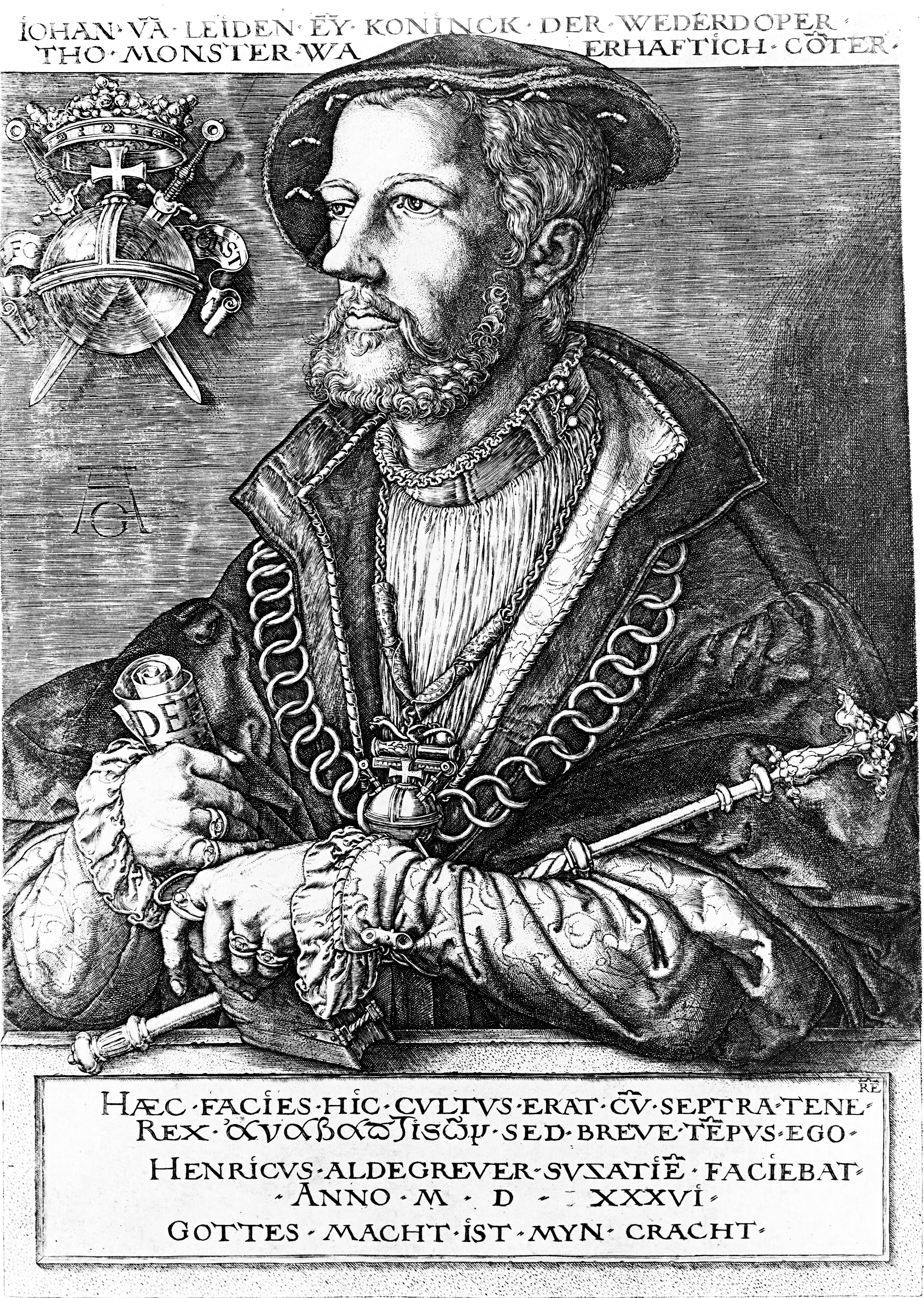
Иоанн Лейденский

«Писание гласит…» — первая пьеса, написанная Фридрихом Дюрренматтом для театра (годом раньше он написал радиопьесу «Двойник»). Как и все ранние произведения писателя, она рождена Второй мировой войной и наполнена её отзвуками, но, как и в знаменитой «Мамаше Кураж» Б. Брехта (эта пьеса ставилась в Германии в годы войны), действие происходит в Германии эпохи Реформации. В основе сюжета — исторический факт: возникновение в 30-х годах XVI века Мюнстерской республики радикальных сторонников Реформации — анабаптистов; Иоганн Бокельзон, он же Иоанн Лейденский, сохраняет у Дюрренматта определённое сходство со своим историческим прототипом. Вместе с тем сам автор в предисловии к пьесе писал, что не сверялся с историческими документами, с которыми он вообще плохо знаком: его тронуло давнее происшествие — старинная мелодия, взятая им и инструментованная по-новому.
В 1947 году пьеса «Писание гласит…» была поставлена в цюрихском «Шаушпильхаузе» (режиссёр Курт Хорвиц), а затем и в Базеле, но вызвала весьма неоднозначную реакцию; на премьере в Цюрихе, 19 апреля, дело едва не дошло до потасовки между зрителями. В том же 1947 году пьеса, правда, была удостоена в премии Вельти (Welti-Stiftung für das Drama); но широкой известности автору не принесла, — оценили её значительно позже, когда своеобразный стиль Дюрренматта и для публики, и для критиков стал более привычным.
Сам Дюрренматт в 1967 году вернулся к своей первой пьесе и, внеся в неё существенные изменения, создал фактически новое произведение — «Перекрещенцы» (Die Wiedertäufer). В этой новой версии Дюрренматт придал одному из главных своих героев, авантюристу Иоганну Бокельзону, значительно бо́льшую негативную определённость по сравнению с пьесой 1947 года; из портного он превращается в неудавшегося, бездарного актёра, который, не сумев проявить себя в искусстве, стремится взять реванш, сыграв «первую роль» в жизни.

## Действующие лица
- Иоганн Бокельзон
- Книппердоллинк
- Епископ
- ландграф Гессенский

## Сюжет
Ранним сентябрьским утром 1533 года бывший портной Иоганн Бокельзон решает стать пророком, обрести таким образом влияние среди перекрещенцев, прийти с их помощью к власти в Мюнстере и распространить свою власть на всю Вестфалию. Бокельзон возвещает любопытным своё первое пророчество: через три года его колесуют, но до тех пор он успеет стать королём перекрещенцев.
У анабаптиста Книппердоллинка есть то, чего лишён Бокельзон: власть, богатство, большая, любящая его семья; но искренне верующего Книппердоллинка мучает несоответствие его образа жизни словам Писания, ибо сказано, что легче верблюду пройти сквозь игольное ушко, чем богатому войти в царство Божие. Убеждённый в том, что верующий должен понимать слова Писания буквально, Книппердоллинк отказывается от власти, покидает свой богатый дом и становится бесправным нищим.
Для циничного Бокельзона движение перекрещенцев — лишь трамплин к власти; но и власть для бывшего портного не более чем средство удовлетворения его ненасытной плоти. Не отягощённый никакими идеями, равнодушный к вере и к любым ценностям нематериального характера, он добивается своего — становится королём анабаптистов.
Тем временем Мюнстер осаждают войска католиков; возглавляющий их епископ, глубокий старик, считает, что усилия людей ничего в этом мире изменить не могут, бунт против существующего порядка вещей, который среди прочего предполагает бедность и богатство, власть и подчинение, бессмыслен, и сам он чувствует себя в разворачивающейся драме зрителем, а не участником.
Попытка осуществить «царство Божие на земле» терпит неудачу. В измученном долгой осадой Мюнстере гибнут на колесе и циник Бокельзон, и праведник Книппердоллинк.

## Художественные особенности. Критика. Толкования

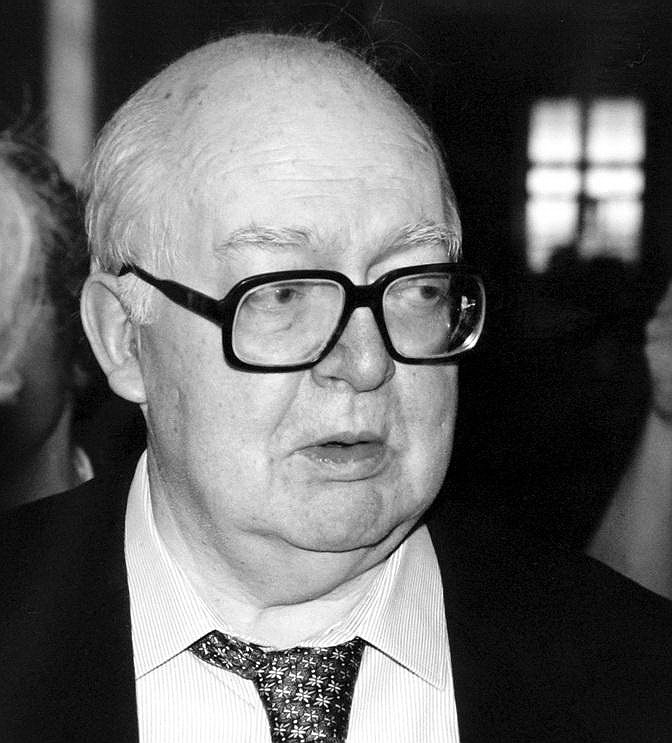
Фридрих Дюрренматт

После первой постановки, в 1947 году, отзывы в прессе были преимущественно отрицательные. Рецензенты упрекали автора в нечёткости выводов: представляя публике героев, одержимых своими идеями, автор как будто не отдавал предпочтения ни одному из них. Так, газета «Neue züriche Nachrichten» отмечала у автора «отсутствии позиции». «Серьёзный смысл пьесы, — писала „Neue züriche Zeitung“, — пробивается с трудом, потому что Дюрренматт, слишком часто пользующийся приёмом романтической иронии, любит испытывать своим разрушающим иллюзии остроумием главные опорные моменты пьесы». Рецензия в газете «St. Gallen Tageblatt» была одной из немногих благожелательных, в ней отмечалось, что грубоватый юмор пьесы кажется неуместным в ряду развёрнутых Дюрренматтом остродраматических ситуаций, «озорное» пристрастие автора к непристойностям снижает торжественную значительность самых напряжённых конфликтов, — ни то ни другое не могла оценить публика, привыкшая к «убийственной серьёзности» на сцене.
Впоследствии комедия «Писание гласит…» с успехом шла во многих странах, но в 1947 году, пишет Н. Павлова, её, естественно, сравнивали с той «серьёзной» драматургией, которая прочно утвердилась на сцене в послевоенные годы и отвечала духовным запросам зрителей, — с пьесами Ж. П. Сартра, А. Камю, Ж. Ануйя и, разумеется, Б. Брехта: с «Мамашей Кураж» пьесу Дюрренматта сближали не только время и место действия, но и отчётливо присутствующие в ней приёмы «эпического театра». С этой точки зрения, считает критик, упрёки были, безусловно, справедливыми. В отличие от Сартра или Камю, Дюрренматт не солидаризировался ни с кем из своих героев; он не стремился подвести зрителя к определённому выводу, как Брехт;  победа в его пьесе остаётся за епископом, но и это, считает Ю. Архипов, не последнее слово автора: «Несколькими едкими репликами он отмежёвывается и от епископа; концы в пьесе убраны, выводы и резюме надёжно укрыты от зрителя: ему самому предоставлено поразмыслить над ними».